# Пристер, Борис Самуилович
Борис Самуилович Пристер (род. 3 марта 1938 года, Кременчуг) — украинский радиобиолог, доктор биологических наук (1978), профессор (1985), академик Украинской академии аграрных наук Украины (1990), заслуженный деятель науки и техники Украины (1998). Лауреат Государственной премии СССР. За ряд разработок по биогеохимии йода в 1985 году награждён премией Высшей школы СССР. За участие в работах по ликвидации аварии на Чернобыльской АЭС награждён грамотой ВС УССР. Член Национальной комиссии радиационной защиты населения Украины при ВУ Украины.

## Биография
В 1962 году закончил обучение на факультете агрохимии и почвоведения Московской сельскохозяйственной академии им. Тимирязева. В 1962—1979 годах работал в Челябинской области, принимал участие в ликвидации Кыштымской аварии.
В 1967 году защитил кандидатскую диссертацию: «Поведение урана в почвах и биологических цепях». С 1978 года — доктор биологических наук, диссертация по теме «Проблемы сельскохозяйственной радиобиологии и радиоэкологии при загрязнении окружающей среды молодой смесью продуктов ядерного деления».
Удостоен Госпремии СССР 1974 года за разработку и воплощение в жизнь «Рекомендаций по ведению сельского хозяйства при радиационном загрязнении окружающей среды». 
В 1979—1982 годах — профессор Одесского государственного университета им. И. И. Мечникова и в 1982—1986 — Одесского политехнического института — кафедра атомных электрических станций.
По его инициативе и академика Богданова Г. А. в 1986 году создана Государственная программа ГКНТ СССР «Сельскохозяйственная радиология».
В течение 1989—1990 годов — заместитель директора по научной работе Украинского научно-исследовательского института сельскохозяйственной радиологии в пгт Чабаны Киево-Святошинского района.
В 1990—1994 годах работает первым заместителем министра по вопросам защиты населения от последствий Чернобыльской катастрофы.
Академик-секретарь Отделения агроэкологии и природопользования УААН в 1990—1996 годах.
В 1991 году приложил усилия к созданию отдела агроэкологии — в составе Института агроэкологии и биотехнологии УААН — возглавлял до 1996.
С 1994 года по 1998 возглавляет Украинский научно-исследовательский институт сельскохозяйственной радиологии НАУ, впоследствии — главный научный сотрудник этого института.
В течение 1998—2004 годов работал главным научным сотрудником Украинского НИИ сельскохозяйственной радиологии.
С 2004 года — главный научный сотрудник Института проблем безопасности атомных электрических станций НАН Украины.
Его научные труды посвящены:
- исследованию проблем радиоэкологии,
- биологическому круговороту йода радиоактивного,
- проведению сельскохозяйственных работ в условиях радиоактивного загрязнения.

Разработал методологию радиационного мониторинга окружающей среды, основанную на комплексном радиоэкологическом районировании территории.
Его работы внедрены и используются при работах по ликвидации последствий аварии на Чернобыльской АЭС.
Под его руководством основано новое направление науки — реабилитация радиоактивно загрязненных территорий.
Является автором 6 изобретений, 1 патент, опубликовал свыше 500 научных трудов, из них более 50 — за рубежом, 18 книг.
Как педагог подготовил 4 докторов и 7 кандидатов наук.